# شاهین (فیلم ۱۹۳۵)
شاهین (انگلیسی: The Hawk) فیلمی در ژانر وسترن به کارگردانی ادوارد دمیتریک است که در سال ۱۹۳۵ منتشر شد.